# 484 v.Chr.
Het jaar 484 v.Chr. is een jaartal volgens de christelijke jaartelling.

## Gebeurtenissen

### Perzië
- Koning Xerxes I maakt een eind aan de opstand in Egypte, Achaemenes wordt satraap.

### Griekenland
- Xanthippus wordt door de Volksvergadering veroordeeld door ostracisme en verbannen.